# Henri Briffod
Henri Briffod (* 20. Dezember 1913 in Bonneville; † 30. Juni 1987 ebenda) war ein französischer Politiker der SFIO. Von 1951 bis 1958 war er Abgeordneter der Nationalversammlung. Im Zweiten Weltkrieg nahm er am Widerstand gegen die deutschen Besatzer teil.

## Leben und Werdegang

### Frühes Leben und Zweiter Weltkrieg
Briffod, dessen Vater Louis Bürgermeister seiner Heimatstadt Bonneville war, verließ nach dem Erwerb des Abiturs seine Heimat im südostfranzösischen Département Haute-Savoie, um in der Hauptstadt Paris ein Jurastudium zu beginnen. Nach dessen Abschluss arbeitete er ab 1936 als Anwalt und trat etwa zur selben Zeit in die sozialistische Partei SFIO ein. Im September 1939 wurde er mit dem Beginn des Zweiten Weltkriegs ins Militär einberufen. Er geriet in deutsche Kriegsgefangenschaft und musste diese in einem Lager in Österreich verbringen, bevor er im Dezember 1940 aus Krankheitsgründen in sein Heimatland zurückkehren konnte.
Nach seiner Rückkehr ging er zunächst wieder seinem Beruf als Anwalt nach, trat aber zugleich in eine Widerstandsbewegung gegen die deutsche Besatzungsmacht ein. Der daraus resultierenden Verfolgung zuerst durch Italiener und anschließend durch die Deutschen entging er mit der Flucht in den Untergrund. In seiner Heimatregion Faucigny besetzte er eine Rolle als Verantwortlicher der Bewegung und gehörte auch auf departementaler Ebene zu den Führungsfiguren. Für seine Verdienste in dieser Zeit wurde er mit der Médaille de la Résistance ausgezeichnet und in die Ehrenlegion aufgenommen.

### Laufbahn in der Politik
Nach Kriegsende übernahm Briffod 1945 den Vorsitz der Anwaltskammer des Départements Haute-Savoie und wurde überdies in den Generalrat ebenjener Verwaltungseinheit gewählt. Im Oktober 1945 trat er zudem an zweiter Position auf der departementalen Liste der Sozialisten für die verfassungsgebende Nationalversammlung an, schaffte den Einzug aber nicht. Als er im November des nachfolgenden Jahres für das erste reguläre Nachkriegsparlament kandidierte, scheiterte er erneut. Beim dritten Anlauf im Jahr 1951 stand er an der Spitze einer Liste aus SFIO und zwei kleineren Parteien. Diese holte in Haute-Savoie die absolute Mehrheit, womit er mit einem deutlichen Ergebnis ins Pariser Parlament einziehen konnte. Dort war der Jurist fortan unter anderem in der Kommission für Justiz und Gesetzgebung tätig, befasste sich allerdings auch mit Politik rund um die Europäische Gemeinschaft für Kohle und Stahl.
Bei den Wahlen im Januar 1956 trat er unter veränderten Bedingungen zur Wiederwahl an. Die Zusammenstellung der Listen hatte sich in hohem Maße verschoben, sodass er nur noch 15,9 Prozent der Stimmen erhielt und somit den Wiedereinzug verpasste. Vier Monate darauf wurde jedoch eins der geschlossenen Wahlbündnisse für unrechtmäßig erklärt, weswegen die Wahl des Abgeordneten Maurice Duchoud zu Briffods Gunsten annulliert wurde. Infolgedessen gehörte er wieder der Volksvertretung an, bis 1958 durch die Gründung der Fünften Republik Neuwahlen fällig wurden. Er war danach nicht weiter in der nationalen Politik aktiv und starb 1987 im Alter von 73 Jahren.